# Dorcadion equestre
Dorcadion equestre es una especie de escarabajo longicornio de la subfamilia Lamiinae. Fue descrita científicamente por Laxmann en 1770.
Se distribuye por Albania, Ucrania, Georgia, Polonia y Rusia. Mide 13-21 milímetros de longitud. El período de vuelo ocurre en los meses de abril y mayo.